# Кейнен (Нью-Гемпшир)
Кейнен (англ. Canaan) — місто (англ. town) в США, в окрузі Ґрафтон штату Нью-Гемпшир. Населення — 3794 особи (2020).

## Демографія
Згідно з переписом 2010 року, у місті мешкало 3909 осіб у 1588 домогосподарствах у складі 1105 родин. Було 1930 помешкань
Расовий склад населення:
| - 97,1 % — білих - 1,0 % — азіатів - 0,2 % — корінних американців - 0,1 % — чорних або афроамериканців |

До двох чи більше рас належало 1,3 %. Частка іспаномовних становила 0,8 % від усіх жителів.
За віковим діапазоном населення розподілялося таким чином: 20,9 % — особи молодші 18 років, 66,2 % — особи у віці 18—64 років, 12,9 % — особи у віці 65 років та старші. Медіана віку мешканця становила 42,6 року. На 100 осіб жіночої статі у місті припадало 99,5 чоловіків;  на 100 жінок у віці від 18 років та старших — 98,3 чоловіків також старших 18 років.
Середній дохід на одне домашнє господарство  становив 82 836 доларів США (медіана — 64 915), а середній дохід на одну сім'ю — 81 438 доларів (медіана — 79 750). Медіана доходів становила 52 723 долари для чоловіків та 38 519 доларів для жінок. За межею бідності перебувало 10,6 % осіб, у тому числі 25,1 % дітей у віці до 18 років та 9,6 % осіб у віці 65 років та старших.
Цивільне працевлаштоване населення становило 2254 особи. Основні галузі зайнятості: освіта, охорона здоров'я та соціальна допомога — 32,4 %, виробництво — 12,4 %, роздрібна торгівля — 10,4 %, мистецтво, розваги та відпочинок — 8,7 %.